# The Prestige (romanzo)
The Prestige è un romanzo di mistero e fantascienza del 1995 scritto da Christopher Priest, da cui è stato tratto l'omonimo film, diretto da Christopher Nolan.
Il libro è stato tradotto in numerose lingue; in Italia è stato pubblicato nel 2012.

## Trama
Ambientato nell'Inghilterra vittoriana, il libro tratta del conflitto tra due prestigiatori, Robert Angier e Alfred Borden, in cui si esplora il limite tra scienza e magia, arrivando al limite tra realtà e illusione.

## Edizioni in italiano
- Christopher Priest, The prestige, traduzione dall'inglese: Fabio Gamberini, Miraviglia, Reggio Emilia 2012